# 꽝닌성
꽝닌성(베트남어: Tỉnh Quảng Ninh / 廣寧省, 광녕성)은 하노이에서 북쪽으로 베트남 북동쪽 해안을 따라 자리잡은 넓은 성으로, 유명한 세계유산인 할롱만이 이곳에 있다. 성도는 할롱이다. 북쪽으로는 중화인민공화국과 접경을 하고 있다.

## 개요
꽝닌성은 베트남 동북부에 위치해 있다. 북쪽으로 118.8km, 통킹만에서 191km에 걸쳐 중국과 국경을 접하고 있다. 서쪽은 랑선성, 박장성, 하이즈엉성, 남쪽은 하이퐁 시와 접하고 있다. 꽝닌성은 정치, 경제, 군사, 외교에서 유리한 위치에 있다. 이곳은 베트남과 중국이 공동으로 개발하는 월중 경제 협력 지역이 있다. 아세안과 중국, 그리고 중국 광시 좡족 자치구와 싱가포르의 중계무역지로서의 역할이 기대되고 있다.
꽝닌성에는 14개의 시와 지구, 2개의 시사와 8개의 현이 있다. 베트남 전역에서 4개의 시를 가지고 있는 것은 꽝닌성이다. 인구는 2014년을 기준으로 1,199,400명으로 그중 50.3%가 도시에 살고 있다. 총면적은 12,220km2이고 그중 내륙 면적은 6,100km2이다. 베트남 전역의 3분의 2를 차지하는 크고 작은 2,000개의 섬이 있고, 해안선은 250km 이상에 이르고 있다.
꽝닌성이 다양하고 풍부한 천연 광물자원을 가지고 있다. 다른 성과 시에는 없는 석탄, 고령토, 점토, 규사, 석회석 등의 광물 자원을 많이 가지고 있다.
꽝닌성은 풍부한 관광 자원을 지니고 있다. 특히 하롱베이는 유네스코에 의해 세계자연유산으로 인정받았다. 또한 새로운 세계 7대 불가사의 중 하나로 선택되기도 했다. 크고 작은 섬이 흩어져 있는 바이투론 만은 때 묻지 않은 풍광을 남기고 있어 많은 외국인 관광객을 유치하고 있다. 꽝닌성은 이외에도 관광 자원을 많이 가지고 있으며, 이러한 관광 자원은 앞으로의 발전에 크게 기여하고 있다.

## 사람
베트남 정부 통계청에 따르면 2008년 현재 꽝닌성의 인구는 1,109,600명이고, 총면적은 6,099km2에 이르며 일구밀도는 182km/km2이다. 이 기간의 남성 인구는 559,500명에 이르고, 여성 인구는 555,700명이었다. 농촌 인구는 614,600 명으로 도시 인구는 495,000 명에 달했다. 그러나 2009년 자료에 따르면, 인구는 호치민시와 다낭시의 뒤를 이어 558,793명의 여성을 포함하여 1,144,381명으로 보고되었다. 도시 인구는 575,939명(50.3%), 농촌 인구는 568,442명으로 기록되었다. 인구 증가율도 높았고, 1999년에서 2009년 평균은 전국 평균이 1.2%인데 비해 1.3%로 증가했다.
이 지방의 민족은 22개의 민족 집단으로 기록되었다. 확인된 인종 집단은 킨족, 다오족, 떠이족, 산지우족, 산치족 등이었다. 두 나라에 걸쳐 있는 민족집단은 눙족과 므엉족, 타이족, 크메르족, 흐레족, 몽족, 에데족, 꺼뚜족, 자라이족, 응아이족, 써당족, 꼬호족, 하니족, 라오족, 헤펍족으로 구성되어 있다. 이 고대 문화의 땅에서 지배적인 종교는 불교, 기독교와 조상숭배 등이다.

### 행정 구역
꽝닌 성은 5개의 시, 1개의 시사와 8개의 현이 있다.

### 시
- 할롱시 (Thành phố Hạ Long / 下龍市)
- 몽까이시 (Thành phố Móng Cái / 芒街市)
- 우옹비시 (Thành phố Uông Bí / 汪秘市)
- 껌파시 (Thành phố Cẩm Phả / 錦普市)
- 동찌에우(Thành phố ĐÔNG TRIỀU)

### 시사
- 꽝옌 시사 (Thị xã Quảng Yên / 廣安市社)

### 현
- 꼬또현 (Huyện Cô Tô / 姑蘇縣)
- 덤하현 (Huyện Đầm Hà / 潭河縣)
- 하이하현 (Huyện Hải Hà / 海河縣)
- 번돈현(Huyện Vân Đồn / 雲屯縣)
- 빈리에우현 (Huyện Bình Liêu / 平遼縣)
- 바째현 (Huyện Ba Chẽ / 𠀧扯縣)
- 띠엔옌현 (Huyện Tiên Yên / 先安縣)

## 자연
꽝닌성은 다양한 지형, 기후 및 토양으로 인해 다양하고 풍부한 자연환경을 특징으로 한다. 꽝닌성은 생물 다양성의 동식물이 풍부하다. 확인된 종의 수는 6종의 계통 중 1,027개이며, 종의 종은 120개이다.

### 동물군
일반 가축으로는 돼지, 가금류, 고양이, 개, 토끼가 있다. 가축 사육은 산악 지역에서 잘 발달 되어 왔고, 몽까이 돼지(Móng Cái)는 현재 특히 살코기로 유명하다. 동부 지역에서는 현지인에게 까싸이(cà sáy)라고 불리는 오리와 교배된 백조가 인기를 얻고 있다. 인도의 들소, 네덜란드와 인도의 젖소, 말, 몽골의 양과 염소도 수많은 외국소가 수입되고 있다.

### 야생동물
베트남의 타지역과 마찬가지로 한때는 많은 야생동물이 있었다. 좀 더 오래 전에는 코끼리, 코뿔소, 호랑이, 표범, 곰들이 이 지역을 돌아다니고 있었다. 오늘날에는 원숭이, 사슴, 꿩, 독수리, 멧돼지, 다양한 새와 거북이(불행히도 예전보다 덜 풍부하다)가 있다.

### 수생동물군
꽝닌성에서 수생동물군은 민물과 바닷물 모두 매우 풍부하다. 박보 만에는 많은 종류의 물고기가 있다. 또한 담수진주홍합, 건어물, 바다거북과 바닷가재와 같은 특별한 종들이 있으며, 해안선을 따라 굴과 해초가 풍부하다. 바다의 이러한 수많은 어족 자원은 꽝닌성 주민들에게 항상 중요한 수입원이 되어왔다.

### 식물군
꽝닌성 식물군의 중심은 항상 임업이었다. 농토가 좁고, 비옥하지 못해서 벼, 옥수수, 고구마의 생산은 열악하다. 이것을 극복하기 위해 과수, 목재와 산업설비로부터 높은 생산성을 얻는다.
동찌우 지역의 과수 면적은 약 30km2에 달한다. 이전에 꽝닌성에는 철목과 티크와 같은 다양하고, 고품질의 목재가 있었지만, 현재는 주로 소나무가 있다. 산지에는 매우 다양한 나무와 식물이 있어 향신료와 전통 의약품을 공급하고 있다.

## 기후
| Hạ Long의 기후                                              | Hạ Long의 기후 | Hạ Long의 기후 | Hạ Long의 기후 | Hạ Long의 기후 | Hạ Long의 기후 | Hạ Long의 기후 | Hạ Long의 기후 | Hạ Long의 기후 | Hạ Long의 기후 | Hạ Long의 기후 | Hạ Long의 기후 | Hạ Long의 기후 | Hạ Long의 기후 |
| 월                                                          | 1월            | 2월            | 3월            | 4월            | 5월            | 6월            | 7월            | 8월            | 9월            | 10월           | 11월           | 12월           | 연간           |
| ----------------------------------------------------------- | -------------- | -------------- | -------------- | -------------- | -------------- | -------------- | -------------- | -------------- | -------------- | -------------- | -------------- | -------------- | -------------- |
| 역대 최고 기온 °C (°F)                                      | 28.8 (83.8)    | 29.5 (85.1)    | 32.0 (89.6)    | 34.6 (94.3)    | 36.1 (97.0)    | 37.3 (99.1)    | 37.9 (100.2)   | 36.5 (97.7)    | 36.3 (97.3)    | 33.6 (92.5)    | 33.8 (92.8)    | 29.7 (85.5)    | 37.9 (100.2)   |
| 일평균 최고 기온 °C (°F)                                    | 19.4 (66.9)    | 19.3 (66.7)    | 21.8 (71.2)    | 25.9 (78.6)    | 30.0 (86.0)    | 31.3 (88.3)    | 31.8 (89.2)    | 31.2 (88.2)    | 30.6 (87.1)    | 28.5 (83.3)    | 25.3 (77.5)    | 21.9 (71.4)    | 26.4 (79.5)    |
| 일일 평균 기온 °C (°F)                                      | 16.1 (61.0)    | 16.6 (61.9)    | 19.3 (66.7)    | 23.1 (73.6)    | 26.8 (80.2)    | 28.2 (82.8)    | 28.6 (83.5)    | 27.9 (82.2)    | 27.0 (80.6)    | 24.7 (76.5)    | 21.2 (70.2)    | 17.8 (64.0)    | 23.1 (73.6)    |
| 일평균 최저 기온 °C (°F)                                    | 13.9 (57.0)    | 14.8 (58.6)    | 17.5 (63.5)    | 21.2 (70.2)    | 24.4 (75.9)    | 25.8 (78.4)    | 26.1 (79.0)    | 25.2 (77.4)    | 24.2 (75.6)    | 21.9 (71.4)    | 18.4 (65.1)    | 15.1 (59.2)    | 20.7 (69.3)    |
| 역대 최저 기온 °C (°F)                                      | 5.0 (41.0)     | 5.3 (41.5)     | 7.1 (44.8)     | 11.4 (52.5)    | 15.9 (60.6)    | 18.4 (65.1)    | 21.4 (70.5)    | 21.1 (70.0)    | 16.6 (61.9)    | 14.0 (57.2)    | 9.0 (48.2)     | 1.7 (35.1)     | 1.7 (35.1)     |
| 평균 강수량 mm (인치)                                       | 23 (0.9)       | 25 (1.0)       | 41 (1.6)       | 91 (3.6)       | 170 (6.7)      | 299 (11.8)     | 327 (12.9)     | 445 (17.5)     | 282 (11.1)     | 159 (6.3)      | 37 (1.5)       | 19 (0.7)       | 1,918 (75.5)   |
| 평균 강수일수                                               | 7.7            | 11.0           | 13.8           | 11.6           | 11.4           | 15.6           | 15.6           | 18.6           | 14.1           | 10.1           | 5.7            | 5.2            | 140.3          |
| 평균 상대 습도 (%)                                          | 80.2           | 84.6           | 87.6           | 86.7           | 83.0           | 83.6           | 83.4           | 85.6           | 82.3           | 78.5           | 75.9           | 76.5           | 82.3           |
| 평균 월간 일조시간                                          | 87             | 48             | 47             | 89             | 190            | 173            | 200            | 173            | 188            | 189            | 164            | 143            | 1,690          |
| 출처: Vietnam Institute for Building Science and Technology |                |                |                |                |                |                |                |                |                |                |                |                |                |

## 관광

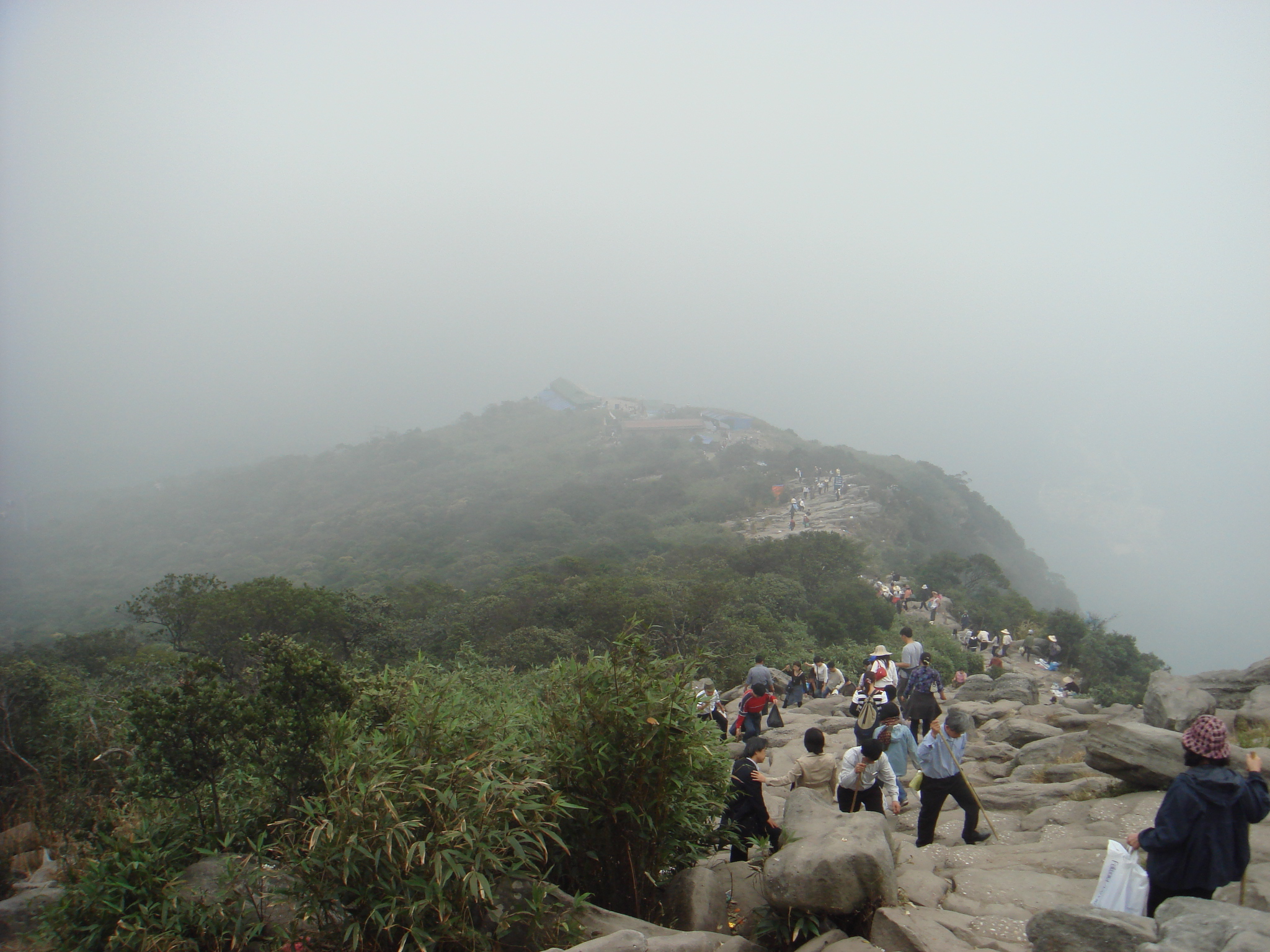

이 지방에는 산과 바다, 만, 종교 시설물과 축제와 같은 지형과 연계된 수많은 볼거리들이 있다. 이들 중 일부는 다음과 같다.

### 산
바이토산은 할롱시 한가운데 우측으로 106m 높이로 솟아 있는 석회암 산이다. 이 산은 기복이 있는 3개의 바위 탑을 가진 거대한 성처럼 보인다. 또 다른 유명한 산은 탓바이토 산이며, 이전에 전송산(텐)이라고 불렸다. 이 산은 1468년에 지방 도시는 레타인통 황제의 방문과 역사적인 관련이 있다. 황제는 할롱의 어린 정령이라고 불리는 구름으로 덮인 산의 아름다움에 감동하여 바위 절벽의 남쪽에 시를 썼다. 1729년 짜인끄엉 태수가 이 산에서 레타인통 황제에 대한 그림과 시를 남겼다.
옌뜨산은 국립공원으로 지정되어 있으며, 하노이에서 하롱베이를 가다보면 중간에서 만날 수 있는 산이다. 산에는 자이완 사원이 있으며, 케이블카를 통해 올라갈 수 있다.

### 절

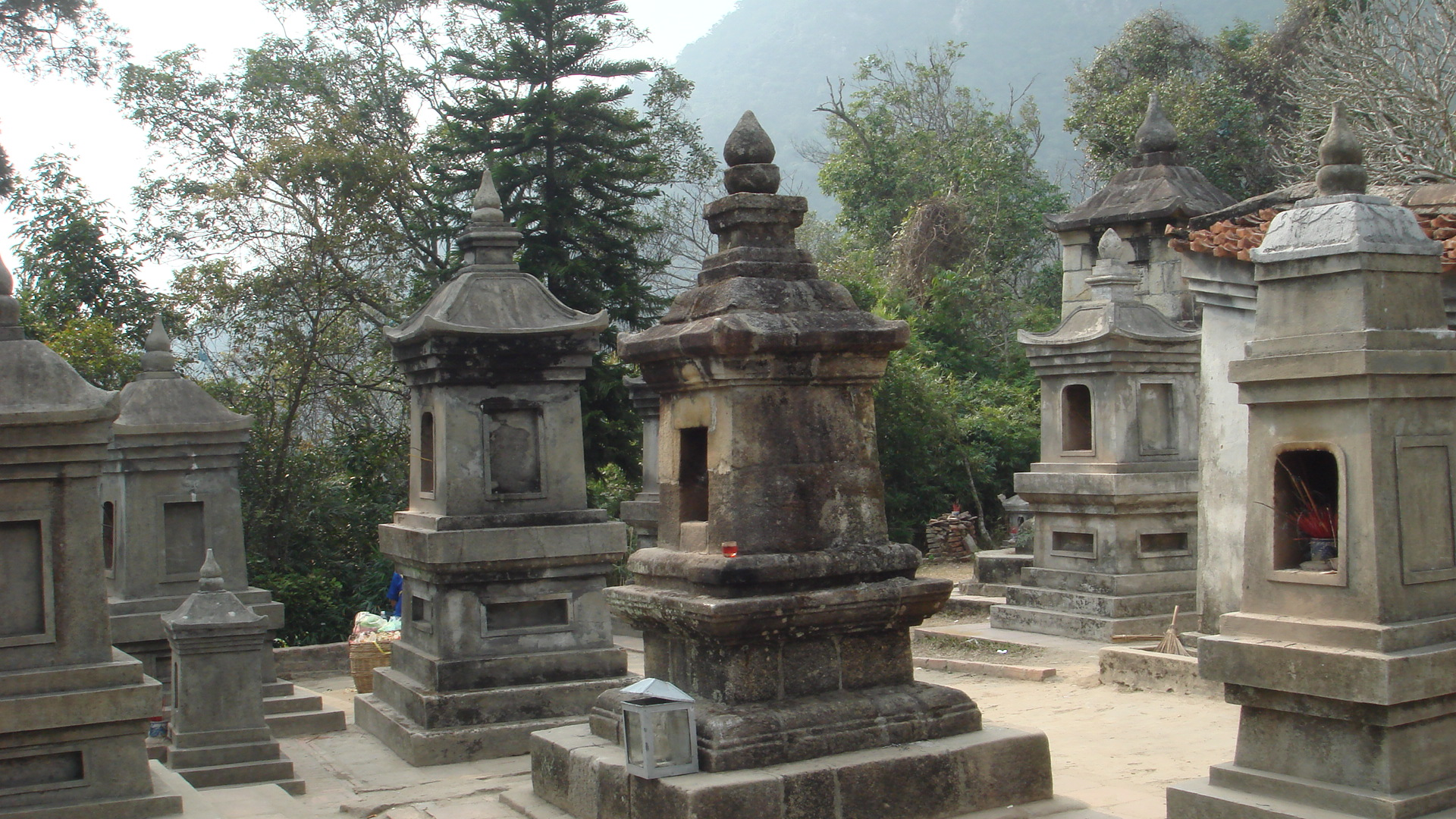

꽝닌성에는 2개의 유명한 사찰이 있다. 끄어옹사(Ðền Cửa Ông)가 바이투롱 만이 바라다 보이는 나지막한 곳에 자리를 잡고 있으며, 띠엔 사가 깜라 인민위원회 청사의 옆에 위치한다.

### 해변
박당 해변은 13세기에 침공한 몽골의 3만 명의 군대를 물리친 짠끄옥투안의 사적지이다.

## 교통
베트남의 첫 민간투자로 지어진 번돈 국제공항 2018년 12월 30일부터 본격 운영에 들어갔다. 이 공항은 베트남 기업인 선그룹이 2015년부터 7조 7천억동(약 3천719억원)을 투자해 건설했다. 길이 3.6km 활주로를 갖춘 번돈 공항은 현재 연간 250만명의 승객을 처리할 수 있는 시설을 갖췄고, 2030년까지 수용 능력을 500만명까지 늘릴 계획이다. 번돈 지역(Van Don Economic Zone)은 베트남 정부가 적극적으로 조성하려는 경제특구 세곳 중 한 곳이며, 유명 관광지인 하롱베이와는 50km 거리 밖에 되지 않는다.

## 같이 보기
- 베트남의 경제
- 남중국해
- 세계유산